# Kuchnia wielkopolska

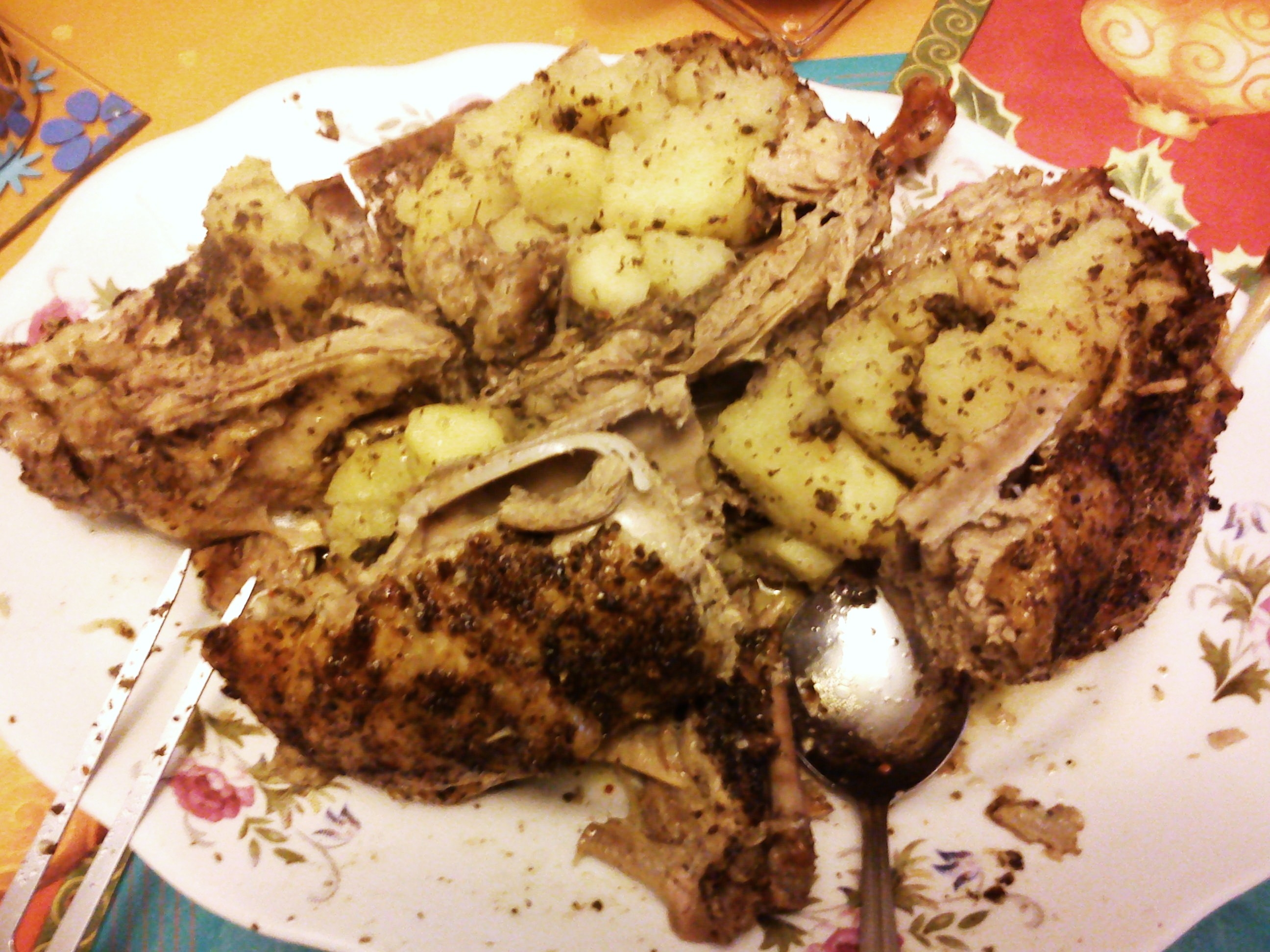
Rozkrojona kaczka z jabłkami

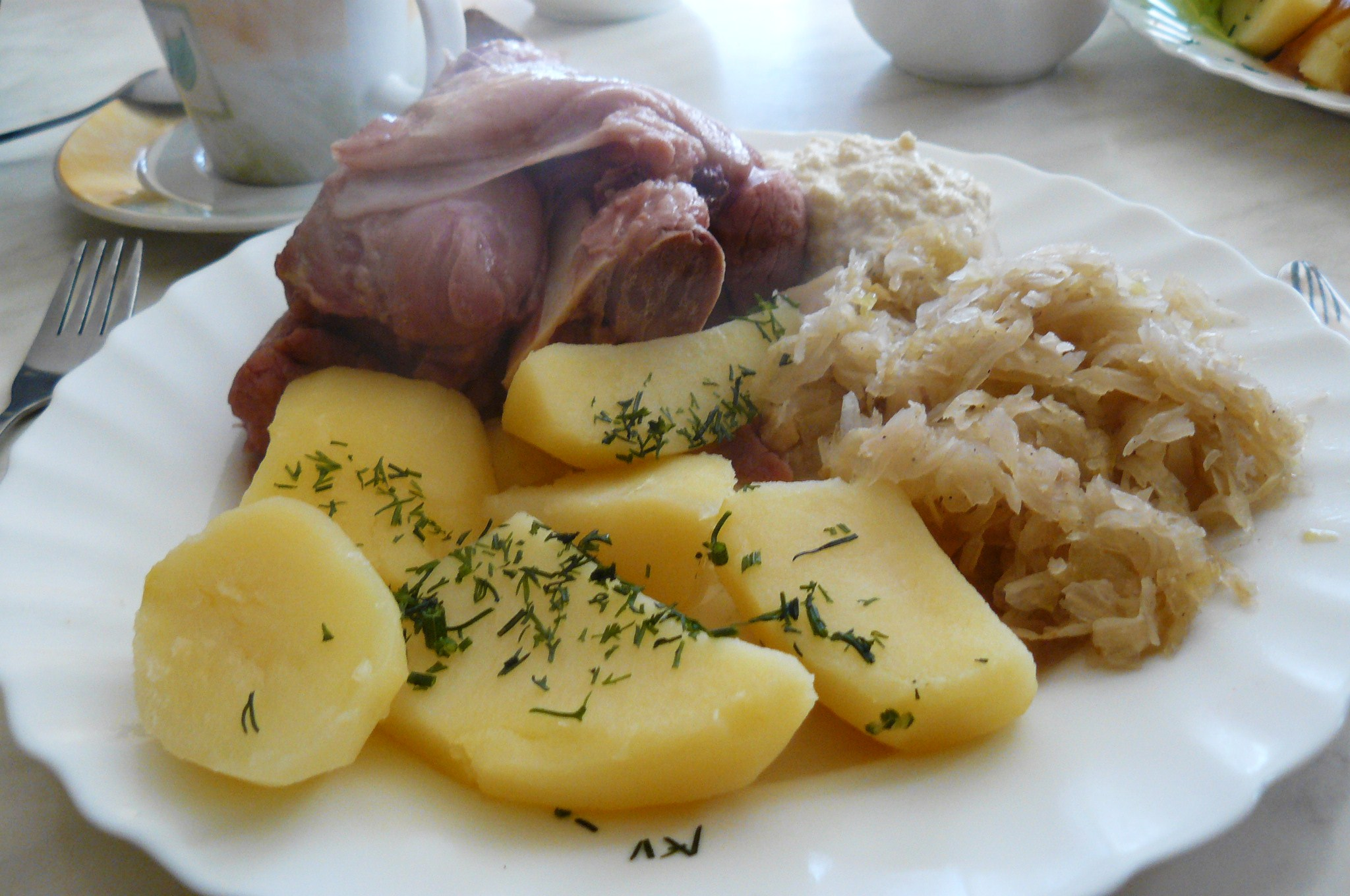
Golonka z kapustą na Starołęce

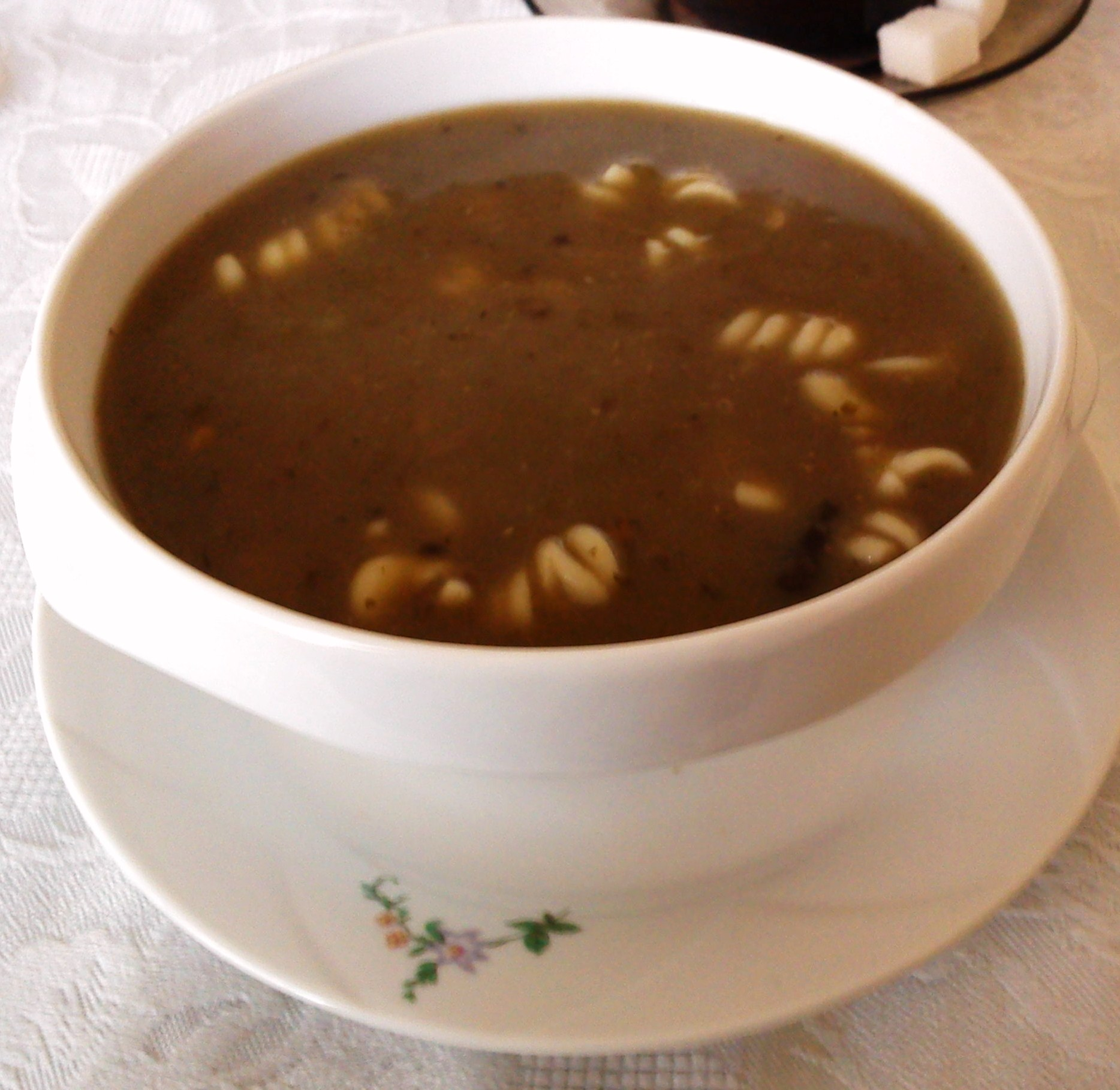
Czernina w Obornikach

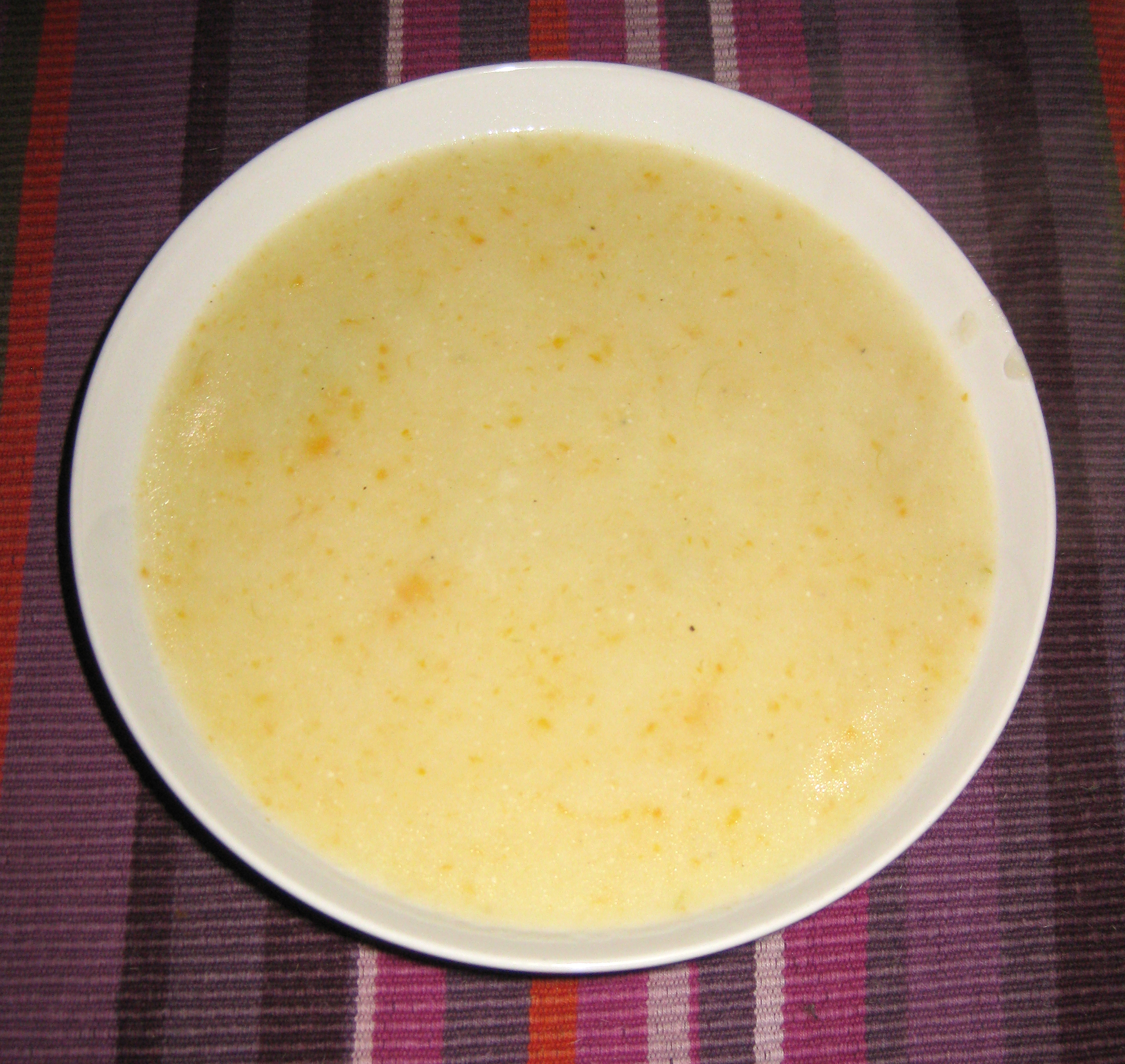
Ślepe ryby

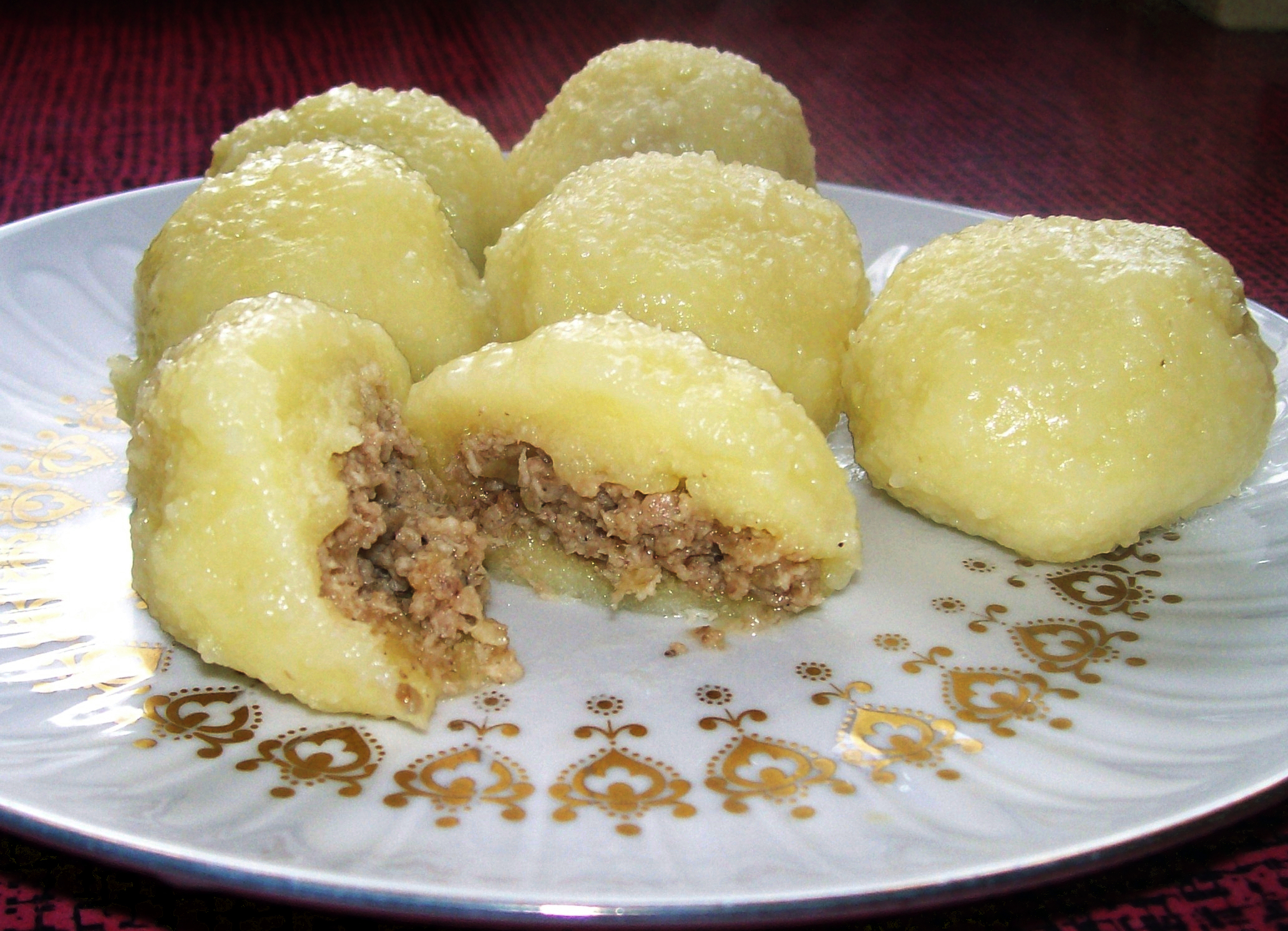
Pyzy z mięsem

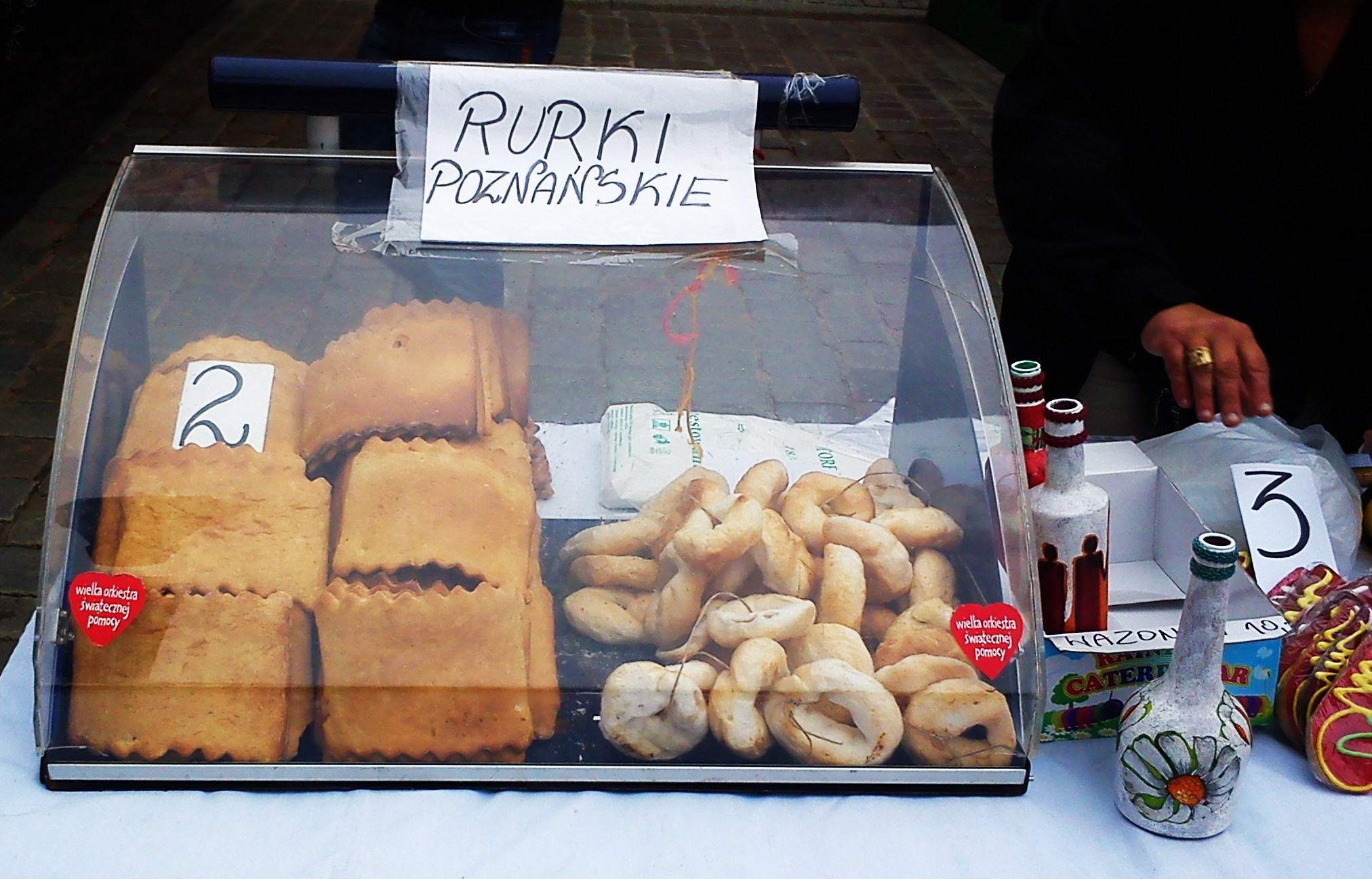
Handel rurami w Poznaniu

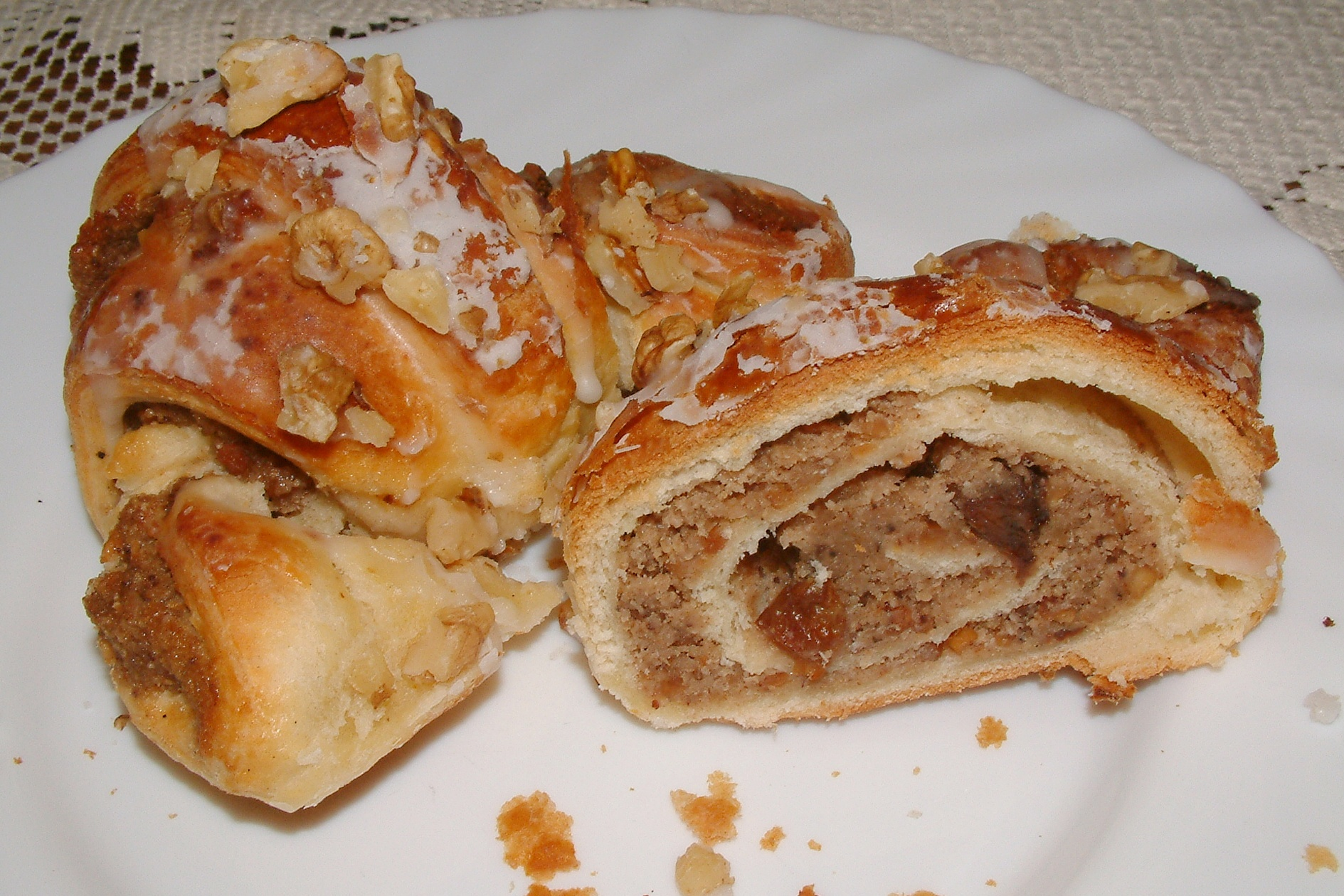
Rogal świętomarciński

Kuchnia wielkopolska – polska kuchnia regionalna, charakterystyczna dla terenów Wielkopolski.

## Historia
W najdawniejszych, prehistorycznych czasach, podstawę wyżywienia mieszkańców terenu obecnej Wielkopolski stanowiła pszenica, proso i jęczmień (pierwsze uprawy tych zbóż datowane są na około 2500 lat p.n.e.). W VIII wieku n.e. zaczęto uprawiać żyto. We wczesnym średniowieczu znano już także rośliny strączkowe, len i niektóre rośliny oleiste. Hodowano też krowy, świnie i owce (wcześniej dominowało łowiectwo). Od XI wieku pojawiły się warzywa: ogórki, dynia i czosnek, a następnie kapusta, brukiew, marchew, rzepa oraz pasternak. W czasach I Rzeczypospolitej, a potem pod zaborem pruskim jadano różnorakie mięsa – dziczyznę, drób, wołowinę i wieprzowinę. Pito gorzałkę i miód, a także rozcieńczane piwo. Z przypraw sięgano do dawnego instrumentarium kuchni polskiej – stosowano czosnek, cebulę, zieloną pietruszkę, czy liście laurowe, a także szafran, rodzynki, pieprz, imbir, cynamon, gałkę muszkatołową, tudzież cytryny.
O odrębności kulturowej kuchni wielkopolskiej zadecydował dopiero XIX wiek, kiedy to rozpowszechniły się ziemniaki. Zrobiły one w Wielkopolsce tak dużą kulinarną karierę, że mieszkańcy pozostałych zaborów zaczęli utożsamiać kuchnię wielkopolską głównie ze spożyciem ziemniaków, zwanych gwarowo pyrami. Potrawy z ziemniaków i mąki stanowiły podstawę wyżywienia szerokich mas mieszkańców regionu. Mięso (w tym również ryby) spożywano znacznie rzadziej, co nie oznacza, że potrawy z tych półproduktów nie należą do kanonu dań regionalnych. W uboższych domach mięso (czyli chabas) jadano od święta, np. przy okazji świniobicia. Podstawę codziennej diety drobnomieszczaństwa i proletariatu stanowiły, oprócz ziemniaka, potrawy mączne, kasze, kapusta kiszona, chleb, śledzie, słonina i niewielkie ilości gorszego mięsa. W przypadku najuboższych robotników menu stanowiły właściwie głównie ziemniaki i kapusta.
Po uwłaszczeniu chłopów na terenie Prus, gospodarstwa wielkopolskie rozpoczęły produkcję żywności na rynek zewnętrzny, a nie tylko na własne potrzeby domowe. Skutkiem tego było otwarcie się wsi na różnego rodzaju nowości, w tym kulinarne. Zmieniały się powoli stosowane produkty, potrawy oraz zwyczaje związane ze stołem.
Po kongresie wiedeńskim (1815) wschodnia część Wielkopolski pozostała w granicach Królestwa Polskiego, stąd różnice między kuchnią w Kaliskiem a Poznańskiem są widoczne do dzisiaj i dostrzec je można zarówno w sposobie przyrządzania większości tradycyjnych potraw, jak i ich nazwach.
Trzon kuchni wielkopolskiej ustalił się, jako wypadkowa działania wielu czynników, przede wszystkim wymierającej powoli starej, tradycyjnej kuchni polskiej, silnych wpływów wysokiej kuchni francuskiej, niewielkich wpływów żydowskich (mieszczaństwo żydowskie Poznania preferowało kuchnię europejską, do potraw tradycyjnych sięgając w zasadzie tylko od święta), a nade wszystko wpływu trzech głównych kuchni niemieckich: południowej (inspirowanej tradycjami wiedeńskimi, bardzo wykwintnej, opartej na sznyclach, kotletach i rybach), północnej (inspirowanej angielskimi rumsztykami, rostbefem, baraniną, używającej sosu Worcester i ostrych przypraw) oraz przede wszystkim środkowej (specjalizującej się w ciężkich, pieczonych lub smażonych mięsach).

## Dania charakterystyczne
Do charakterystycznych dań kuchni wielkopolskiej należą:

### Zupy
- ślepe ryby (także: rzadkie pyrki, a na Pałukach: ruks, ruksa) – gęsta zupa z ugotowanych ziemniaków,
- rosół z kury – traktowany odświętnie, jako danie niedzielne (obecnie spożywany z makaronem lub kluseczkami, a dawniej z grochem, fasolą lub krutonem, czyli kostkami kaszy manny),
- czernina – zupa na bazie kaczej (dawniej gęsiej) krwi,
- kiszczonka – zupa przyrządzana na bazie płynu pozostałego po gotowaniu kaszanki,
- parzybroda – zupa z kapusty włoskiej,
- eintopf – gęsta zupa jarzynowa,
- rumpuć – rodzaj eintopfu,
- zupa korbolowa, czyli dyniowa,

### Kluski, pyzy, placki
- kluski, np.: kulochy, nagusy (z surowych ziemniaków, bez mąki), szkaplarki (z dodatkiem mąki i jaj), prażuchy (z ugotowanych ziemniakow),
- szare kluchy (przecieruchy) najczęściej podawane z gotowaną kapustą kiszoną lub bigosem okraszone podsmażoną cebulką,
- pyzy drożdżowe (kluchy na łachu),
- pyzy ziemniaczane z mięsnym farszem,
- placki ziemniaczane (plendze) – podawane saute lub na słodko, posypane cukrem,
- makiełki – danie wigilijne (namoczona w mleku bułka z makiem i bakaliami),
- ziemniaki dukane (purée),
- ziemniaki w mundurkach (gotowane bez obierania),
- pyry deptane (ugotowane ziemniaki, wymieszane z drobno pokrojonym podsmażonym boczkiem i podsmażoną cebulką – podawane w formie purre),

### Jaja, nabiał
- jajecznica z mąką – klepka,
- kwaśne jaja (perduty) – gotowane bez skorupki w wodzie z octem, podawane z kwaśnym sosem,
- gzik (gzika) – twaróg rozrobiony ze śmietaną i cebulką lub szczypiorkiem,
- kosek – suszony twaróg w gomółkach (solony, z kminkiem),
- ser smażony,

### Mięso
- galart (także: galat, trzęsionka, zimne nóżki) – galareta mięsna,
- smażonka wieprzowa,
- salceson,
- golonka z grochem i kiszoną kapustą,
- schab z suszonymi śliwkami,
- pieczona kaczka z jabłkami, modrą kapustą i pyzami,

### Warzywa
- gaty cebulowe – cebula nadziewana grzybami,
- kapusta z grzybami lub grochem,

### Wypieki
- babka poznańska,
- faworki (chruściki),
- rogal świętomarciński (w Poznaniu),
- szneka z glancem (drożdżówka),
- rura (w Poznaniu),

### Napoje
- napój z czarnego bzu, czyli hyćki,
- kompot z suszonych owoców: jabłek, gruszek, śliwek, rodzynek (na Wigilię).

## Tradycyjne produkty wielkopolskie (chronione)
- rogal świętomarciński,
- andruty kaliskie,
- wędzonki ostrzeszowskie,
- miodówka witosławska,
- witoldziński kozi ser twarogowy,
- ser Liliput.